# 浦田みらい
浦田 みらい（うらた みらい）は、日本のAV女優。
身長:163cm。スリーサイズ:B83(C)・W58・H88cm。

## 略歴・人物
2009年にデビュー。
ビデオメーカー・ロケットの作品には、「吉田遼子（よしだ りょうこ）」として出演。プロフィールは、1986年11月9日生まれ、神奈川県出身となっている。
筋肉質な体の持ち主である。

## 出演作品

### アダルトビデオ
2009年
- ボクシング&サンドバックラヴァー No.02（12月4日、SUPER SONIC SATELLITES）…オムニバス作品
- 筋肉SEX 02 （12月11日、SUPER SONIC SATELLITES）
- 官能!! 格闘被虐マッチ Vol.01（12月18日、SUPER SONIC SATELLITES）…オムニバス作品
- 競泳水着依存症 vol.1（12月25日、SUPER SONIC SATELLITES）…オムニバス作品

2010年
- ベロ奉仕カス舐め屋さん 貴方の体にたまったカスを全てお舐めいたします。（2月1日、エッジ）…オムニバス作品
- 男の潮吹きまでしてくれるエステサロン 2（2月1日、エッジ）
- 超怪力マッスルレディ（2月18日、vamp frayja）
- 筋肉美人レスラー吉田遼子(23歳) 日本一マッチョでかわいい女子レスリング選手が電撃AVデビュー!（3月4日、ロケット）
- 筋肉美女が逆レイプ vol.1 （3月12日、SUPER SONIC SATELLITES）
- ファイル交換式ソフト流出動画データ 3 アジア古式マッサージ店盗撮 10 （3月19日、ゴーゴーズ）…オムニバス作品
- ミクロヌード 6 “超接写”女体分解（3月20日、プールクラブ・エンタテインメント）
- 素人ヘアヌード 陰毛 乳首 肛門 図鑑 file.5（3月20日、プールクラブ・エンタテインメント）オムニバス作品
- 緊縛バイブの虜 03（3月20日、プールクラブ・エンタテインメント）
- マスカキ女 7人のふたなり物語（3月20日、プールクラブ・エンタテインメント）…オムニバス作品
- M男くんいらっしゃい 女王様、全て美味しゅうございました。（3月20日、プールクラブ・エンタテインメント）
- TOKYOガールズ meets 飲尿ボーイズ 8 美味しい飲み方教えてあげちゃう♥（3月20日、レイディックス）
- 屁コキ手コキ 3 恥じらい乙女（3月20日、レイディックス）
- 敏感超潮吹きアスリート（4月21日、KIプランニング） ※「夏目怜子」名義
- KARMAナンパ隊が行く! ナンパはイケメン ヤるのは…ブサメ〜ン!（5月13日、カルマ）オムニバス作品
- ウブな人妻企画 生まれて初めての風俗面接 8 （5月13日、アイエナジー）オムニバス作品
- 筋肉美人レスラー 吉田遼子×電流アクメHARD （5月13日、ロケット）
- 本物ジョッキーのものすごい騎乗位（5月13日、サディスティックヴィレッジ）
- 二穴デイルドの虜 6人のダブルアクメ（5月20日、プールクラブ・エンタテインメント）
- 派遣掃除婦 M【エム】 高額時給につられてやってきた5人の女（5月20日、プールクラブ・エンタテインメント）オムニバス作品
- 素人分泌物図鑑 file.2 HANAMIZUKI*ハナミズ姫（5月20日、プールクラブ・エンタテインメント）
- 女装子×腐女子＝倒錯射精 ホモじゃないもんオンナノコだもん♥（5月20日、レイディックス）
- 肉食系マッスル女子がM男を喰らう!! ザ・ドミネーションSEX 3（5月21日、アマゾネス）
- 超筋力 M男バスター（5月23日、vamp frayja）
- 監禁淫悦 3（5月30日、アヴァ）
- 不動産営業レディに契約をチラつかせたら物件案内中にどこまでヤレる 3（6月24日、アイエナジー）オムニバス作品
- スパンキング･ビンタでイキまくる筋肉妻（6月24日、エフセット）
- しごき 2（7月1日、中嶋興業）
- キミの明るい未来（7月7日、アキバコム）
- 筋肉超美人レスラーvsレイプ魔（7月8日、SODクリエイト）
- 鬼畜競泳狩り 潮吹き編 第2巻（7月16日、唾鬼） ※「星塚愛」名義
- 実験工房 筋肉セクサロイド☆ ミライとM男（7月25日、ケラ工房）
- 女体拷問研究所 2 Vol.8（7月31日、ベイビーエンターテイメント）
- 筋肉バリキレ アナルエクスタシー（8月1日、エメラルド映像）
- 微乳ナンパ 「微乳はビンカン♥」はホントでしたぁスペシャル in Tokyo（8月5日、NON）オムニバス作品
- 筋肉調教 1（9月3日、SUPER SONIC SATELLITES）
- 衝撃!男の頭までスッポリ入るメガマ○コ 筋肉美人レスラー吉田遼子のスカルファック（9月9日、ロケット）
- 拷問!AV黙示録! 筋肉VSマシンバイブ 〜人生逆転ゲーム〜（9月9日、サディスティックヴィレッジ）
- マッスルヒロイン　マイティーエンジェル（9月10日、ギガ）
- おもらしオナニー 7 【浣腸我慢 溢れるウンチ】（9月20日、プールクラブ・エンタテインメント）オムニバス作品
- 女体いたぶり倶楽部 12 プロレス団体女社長編（9月24日、ギャロップ）
- 日本の手コキ大全集 ボリュームたっぷり240分（9月25日、ラハイナ東海）
- 筋肉アナルソープ （10月1日、エメラルド映像）
- 溢れだす筋肉美女の泉 〜おもらし女格闘家・みらい〜（10月25日、マドンナ）
- 筋肉美人レスラー吉田遼子作品集5時間DX（11月4日、ロケット）
- 全穴凌辱物語 地獄の花嫁（12月1日、シネマジック）